# 保羅·西弗森
保羅·西弗森是一名美國計算機科學家，以發明Tor匿名網路的洋蔥路由功能而知名。
2012年，《外交政策》雜誌將西弗森以及Tor的共同創建者羅傑·丁格爾定和尼克·馬修森納入其全球百大思想家之列，「因為他們讓網路對告密者來說是安全的」。
2014年，西弗森被提名為計算機協會會士。